# Бонні Беделіа
Бонні Беделіа (англ. Bonnie Bedelia, (25 березня 1948 або 25 березня 1946 , Мангеттен, Нью-Йорк ) — американська акторка, дворазова номінантка на премії «Еммі» та «Золотий глобус».

## Ранні роки
Народилася 1948 року в Нью-Йорку в сім'ї сценаристки та письменниці Меріан Етель Вагнер і громадського діяча Філіпа Харлі Калкіна. Бонні мала сестру Кендіс і двох братів, один з яких колишній актор Крістофер Калкін. З боку Крістофера Бонні доводиться тіткою акторам Маколею, Кірану та Рорі Калкінам.
Бонні народилася в досить важкий період життя родини, коли її батько збанкрутував. Коли дівчинці було 14 років, померла її мати, а невдовзі помер і батько.

## Кар'єра
1961 року дебютувала в мильній опері «Кохання до життя», де знімалася наступні шість років. У 1967 році вона виграла Theatre World Award за роль у бродвейській постановці «Мій дорогий Чарлі». У 1969 році дебютувала на великому екрані у фільмі «Загнаних коней пристрілюють, чи не так?» і в наступні десятиліття з'явилася у більш ніж сімдесяти фільмах і телевізійних шоу.
Беделіа отримала номінацію на премію «Золотий глобус» за найкращу жіночу роль у драмі у картині 1983 року «Серце, як колесо». Вона зіграла роль дружини Джона Макклейна (Брюс Вілліс) у фільмі «Міцний горішок» та його сиквелі «Міцний горішок 2». Крім того, вона знялася з Гаррісоном Фордом у фільмі 1990 року «Презумпція невинності». За роль у фільмі «Принц Пенсільванії» вона була номінована на премію «Незалежний дух». Також знялася у двох фільмах за Стівеном Кінгом: «Доля Салемі» 1979 року та «Нагальні речі» 1993 року.
З 2001 до 2004 року Беделіа грала головну роль у серіалі «Жіноча бригада». У 2010—2015 роках виконувала роль матріарха великої родини у серіалі «Батьки».

## Фільмографія
- 1969 — Шовкопряд / The Gypsy Moths
- 1969 — Загнаних коней пристрілюють, чи не так? / They Shoot Horses, Don't They?
- 1970 — Коханці та інші незнайомці / Lovers and other strangers
- 1978 — Велика змова / The Big Fix
- 1979 — Доля Салему / Salem's Lot
- 1983 — Серце, як колесо / Heart Like a Wheel
- 1986 — Фіалки сині / Violets Are Blue
- 1986 — Хлопчик, який умів літати / The Boy Who Could Fly
- 1988 — Принц Пенсільванії / The Prince Of Pennsylvania
- 1988 — Міцний горішок / Die Hard
- 1989 — Товстун і Малюк / Fat Man And Little Boy
- 1990 — Міцний горішок 2 / Die Hard 2
- 1990 — Презумпція невинності / Presumed Innocent
- 1991 — Переплутані при народженні / Switched at Birth
- 1993 — Нагальні речі / Needful Things
- 1994 — Безмовність / Speechless
- 1996 — Її шикарний роман / Her Costly Affair
- 1999 — Будь-де, тільки не тут / Anywhere but Here
- 1999 — Глорія / Gloria
- 2001—2004 — Жіноча бригада / The Division
- 2010—2015 — Батьки / Parenthood